# Distretto urbano di Kasulu
Il distretto urbano di Kasulu è un  distretto della Tanzania situato nella regione di Kigoma. È suddiviso in 15 circoscrizioni (wards) e conta una popolazione di 238 321 abitanti (censimento 2022).

## Suddivisione amministrativa
Il distretto è diviso nelle seguenti circoscrizioni (wards), tra parentesi gli abitanti (censimento 2022):
1. Heru Juu (14 659)
2. Kigondo (23 852)
3. Kimobwa (5 309)
4. Kumnyika (11 681)
5. Kumsenga (7 701)
6. Msambara (23 610)
7. Muganza (18 805)
8. Muhunga (17 423)
9. Murubona (17 661)
10. Murufiti (9 977)
11. Murusi (34 036)
12. Mwilamvya (9 925)
13. Nyansha (15 724)
14. Nyumbigwa (11 920)
15. Ruhita (16 038)